# Stîhla, Monastîrîska
Stîhla (în ucraineană Стигла) este un sat în așezarea urbană Koropeț din raionul Monastîrîska, regiunea Ternopil, Ucraina.

## Demografie
Componența lingvistică a localității Stîhla
     Ucraineană (100%)
Conform recensământului din 2001, toată populația localității Stîhla era vorbitoare de ucraineană (100%).